# Роман с контрабасом (фильм)
«Роман с контрабасом» (1911) — короткометражная немая кинокомедия Кая Ганзена по мотивам юморески А. П. Чехова.
Фильм вышел на экраны 24 сентября (7 октября) 1911 года.
Фильм перешёл в общественное достояние.
Фильм был включен в программу фестиваля «Немой восторг» 2008 года (демонстрация немых фильмов в сопровождении живого исполнения специально написанных новых саундтреков). Новое музыкальное сопровождение для фильма было написано группой Пакава Ить. С этим же музыкальным сопровождением фильм выпущен на DVD-сборнике «Ночь перед Рождеством: раритетная коллекция дореволюционных комедий» в 2009 году.

## Сюжет
«Кине-журнал», 1911, № 20, стр.19:

«Кто из нас не читал чеховского „Романа с контрабасом“, этой изящной шутки, шалости пера талантливого писателя. Вспомним вкратце содержание. Некий музыкант приглашен помузицировать в семейный дом со своими приятелями. Наш герой играет на контрабасе и поэтому вполне естественно, что громоздкий инструмент был далеко не легкой ношей и навел уставшего музыканта на мысль выкупаться в водах лежавшей на пути речонки. Та же мысль приходит молоденькой дачнице, любительнице ужения. И вот на сцене двое купающихся. Капризу судьбы было нужно, чтобы воришки стянули у обоих решительно все платье, и купальщикам приходится знакомиться на берегу в костюмах прародителей. Музыкант берется вызволить девицу из щекотливого положения. Он запрятывает её в футляре контрабаса, а сам отправляется за подмогой. Тем временем футляр найден друзьями музыканта. Не подозревая, что в нём сокрыто, его доставляют на дачу, удивляясь тяжести инструмента. В конце концов девице приходится предстать перед публикой в довольно легком костюме. Картина!..» 

## В ролях
- В. Горская — княжна Бибулова
- Николай Васильев — контрабасист

## Отзывы
«Сине-фоно», 1911, № 2, стр.12:

«Это, если не ошибаемся, первая интерпретация чеховских произведений на кинематографическом экране. И нужно отдать справедливость, к нему отнеслись со всем тем уважением, которое заслуживает имя Антона Павловича. Прекрасно разыгранная лента отличается ещё поразительно чистой и сочной фотографией и красотой мест, в которых происходит действие.»